# Güell (rivière)
 (janvier 2020).
Si vous disposez d'ouvrages ou d'articles de référence ou si vous connaissez des sites web de qualité traitant du thème abordé ici, merci de compléter l'article en donnant les références utiles à sa vérifiabilité et en les liant à la section « Notes et références ».
Pour les articles homonymes, voir Güell.
La Güell est une rivière du Gironès, en Catalogne, affluent droit du Ter.

## Description
Elle naît dans la commune d'Aiguaviva avec la confluence du Torrent de Can Garrofa et du Rec de Can Gibert. Elle passe par la commune de Vilablareix, et entre dans la ville de Gérone par sa partie occidentale, où elle reçoit la rivière Masrocs par la gauche. 
Anciennement, elle aboutissait au Onyar, au nord-est du Parc de la Devesa mais actuellement elle déporte ses eaux directement au Ter, au sud-ouest du même parc.